# جاستن ساندي
جاستن ساندي (بالإنجليزية: Justin Sandy)‏ هو لاعب كرة قدم أمريكية أمريكي، ولد في 22 فبراير 1982 في وين في الولايات المتحدة.

## وصلات خارجية
- جاستن ساندي على موقع مرجع كرة القدم المحترفة.كوم (الإنجليزية)